# Morpho pseudolesoudieri
Morpho pseudolesoudieri är en fjärilsart som beskrevs av Le Moult 1931. Morpho pseudolesoudieri ingår i släktet Morpho och familjen praktfjärilar. Inga underarter finns listade i Catalogue of Life.